# Barco e Coutada
Barco e Coutada (oficialmente: União das Freguesias de Barco e Coutada) é uma freguesia portuguesa do município da Covilhã, com 24,03 km² de área e 723 habitantes (censo de 2021). A sua densidade populacional é 30,1 hab./km².

## História
Foi constituída em 2013, no âmbito de uma reforma administrativa nacional, pela agregação das antigas freguesias de Barco e Coutada e tem a sede em Barco.

## Demografia
A população registada nos censos foi:
| Distribuição da População por Grupos Etários | Distribuição da População por Grupos Etários | Distribuição da População por Grupos Etários | Distribuição da População por Grupos Etários | Distribuição da População por Grupos Etários | Distribuição da População por Grupos Etários |
| -------------------------------------------- | -------------------------------------------- | -------------------------------------------- | -------------------------------------------- | -------------------------------------------- | -------------------------------------------- |
| Antes da agregação                           |                                              |                                              |                                              |                                              |                                              |
| Ano                                          | 0-14 anos                                    | 15-24 anos                                   | 25-64 anos                                   | >= 65 anos                                   | Total                                        |
| 2001                                         | 134                                          | 114                                          | 515                                          | 289                                          | 1052                                         |
| 2011                                         | 90                                           | 69                                           | 399                                          | 321                                          | 879                                          |
| Após a agregação                             |                                              |                                              |                                              |                                              |                                              |
| Ano                                          | 0-14 anos                                    | 15-24 anos                                   | 25-64 anos                                   | >= 65 anos                                   | Total                                        |
| 2021                                         | 45                                           | 63                                           | 296                                          | 319                                          | 723                                          |